# Сорочиця тагуланська
Сорочиця тагуланська (Cracticus louisiadensis) — вид горобцеподібних птахів родини ланграйнових (Artamidae).

## Поширення
Ендемік Луїзіадських островів, що належать Папуа Новій Гвінеї. Поширений на островах Тагула (площею бл. 800 км²), Панатаніан (приблизно 77 км²), Панавіна (приблизно 29,5 км²) та Сабарі (приблизно 4 км²). Живе на краю дощового лісу.

## Опис
Птах середнього розміру, завдовжки 27—30 см, вагою 68—112 г. Це птах з міцною статурою, довгим квадратним хвостом, великою прямокутною головою, міцним дзьобом з трохи загнутим кінчиком верхньої щелепи. Оперення майже повністю чорне, лише нижня частина спини та підхвістя білі, а нижня сторона крил строката. Ноги темно-сірі, очі темно-карі, а дзьоб синювато-сірий з чорнуватим кінчиком.

## Спосіб життя
Трапляється поодинці, парами або у невеликих сімейних зграях. Проводить більшу частину дня сидячи на високому дереві, вишукуючи поживу. Всеїдний птах. Живиться великими комахами та іншими безхребетними, дрібними хребетними, яйцями птахів і плазунів, фруктами, ягодами, насінням, нектаром. Інформації про розмноження цих птахів немає, однак, можна вважати, що воно суттєво не відрізняється за способом і термінами від того, що можна спостерігати серед інших видів сорочиць.